# ستيوارت بارلو
ستيوارت بارلو (بالإنجليزية: Stuart Barlow)‏ هو لاعب كرة قدم بريطاني، ولد في 16 يوليو 1968 في ليفربول في المملكة المتحدة. لعب مع أولدهام أثلتيك وستوكبورت كونتي ونادي إيفرتون ونادي بوري ونادي ترانمير روفرز لكرة القدم ونادي روذرهام يونايتد ونادي ساوثبورت ونادي موركامب وويغان أتلتيك.

## وصلات خارجية
- ستيوارت بارلو على موقع قاعدة بيانات كرة القدم.إي يو (الإنجليزية)
- ستيوارت بارلو على موقع Soccerbase.com (لاعب) (الإنجليزية)
- ستيوارت بارلو على موقع عالم كرة القدم.نت (الإنجليزية)